# Андрес Кайседо
Андрес Кайседо (на испански: Andrés Caicedo) е считан за един от най-оригиналните колумбийски писатели. Самоубива се на 25-годишна възраст.
Творбите му се разиграват в големия град и разкриват обществени проблеми и конфликти. Преоткрит години по-късно се превръща във фактор на влияние върху няколко известни колумбийски писатели от края на 20 век като Рафел Чапаро, Ефраим Медина и др.

## Произведения

### Романи
- ¡Que viva la música! (1977)
- Noche sin fortuna (недовършена) (1976)
- La estatua del soldadito de plomo (недовършена) (1967)

### Разкази
- Pronto (1976)
- En las garras del crimen (1975)
- Maternidad (1974)
- El pretendiente (1972)
- El tiempo de la ciénaga (1972)
- El atravesado (1971)
- Destinitos fatales (1971)
- Calibanismo (1971)
- Patricialinda (1971)
- Antígona (1970)
- Berenice (1969)
- Lulita, ¿qué no quiere abrir la puerta? (1969)
- Felices amistades (1969)
- El espectador (1969)
- De arriba a abajo de izquierda a derecha (1969)
- Besacalles (1969)
- Vacíos (1969)
- Por eso yo regreso a mi ciudad (1969)
- Infección (1966)
- Los mensajeros (1969)
- Los dientes de Caperucita (1969)
- Infección (1966)
- El silencio (1964)

### Пиеси (за кино и театър)
- Un hombre bueno es difícil de encontrar (1972)
- El fin de las vacaciones (1967)
- Recibiendo al nuevo alumno (1967)
- El mar (1967)
- Los imbéciles también son testigos (1967)
- La piel del otro héroe (1967)
- Las curiosas conciencias (1966)